# 山口重彦
山口 重彦（やまぐち しげひこ、1894年（明治27年）9月30日 - 1965年（昭和40年）10月19日）は、大正から昭和期の実業家、政治家。参議院議員（2期）、山口自転車社長。

## 経歴
鹿児島県で山口林五郎の長男として生まれる。東京府立工芸学校（現東京都立工芸高等学校）精密機械科を卒業。ダット自動車製造（快進社）に技師として入社。1914年（大正3年）に独立して東京府南葛飾郡吾嬬町（向島区を経て現葛飾区）に山口自転車工場を設立し、同社取締役社長に就任。その他、東京自転車工業組合理事、東京市少年職業委員、全国自転車業組合連合会評議員、東京市工業指導所評議員、協調会中小企業講座講師、厚生省労務管理調査委員、日本自転車工業会顧問などを務めた。
1950年（昭和25年）6月の第2回参議院議員通常選挙に全国区から無所属で立候補して落選。1953年（昭和28年）4月の第3回通常選挙に全国区から右派社会党公認で出馬して初当選。1959年（昭和34年）6月の第5回通常選挙では全国区から日本社会党公認で出馬して再選され、参議院議員に連続2期在任した。
1965年（昭和40年）10月19日死去、71歳。死没日をもって勲二等瑞宝章追贈、従四位に叙される。

## 山口自転車の経営
山口自転車は自転車のトップメーカーとして知られていた。さらにモペットの製造に乗り出し業績を上げ、1961年（昭和36年）7月、東証二部に上場したが、折からのモペット市場の不況のあおりを受けて業績が悪化し、1963年（昭和38年）4月、1億6千万円の不渡りを出して倒産した。三鬼陽之助は倒産の要因として、一族経営でワンマン的色彩が強く苦境に柔軟に対応できなかったことを指摘している。

## 親族
- 長女 山口シヅエ（衆議院議員）[1]